# Vuk Karadžić

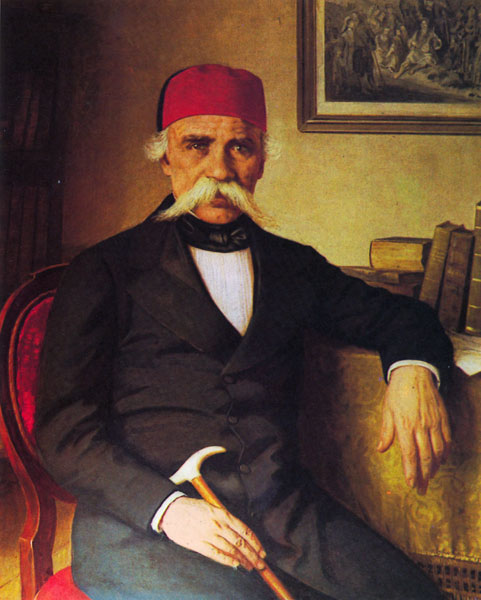
Vuk Stefanović Karadžić um 1850

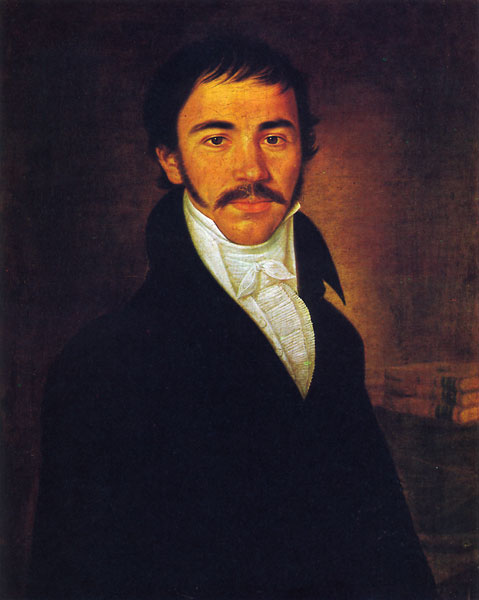
Vuk Stefanović Karadžić 1816 mit 29 Jahren; Ölgemälde von Pavel Đurković

Vuk Stefanović Karadžić ([ʋûːk stefǎːnoʋitɕ kâradʒitɕ]; serbisch-kyrillisch Вук Стефановић Караџић; * 26. Oktoberjul. / 6. November 1787greg. in Tršić nahe der Drina, Osmanisches Reich; † 7. Februar 1864 in Wien) war ein serbischer Philologe, wichtigster Sprachreformer der serbischen Schriftsprache, Ethnologe, Dichter, Übersetzer und Diplomat.

## Leben

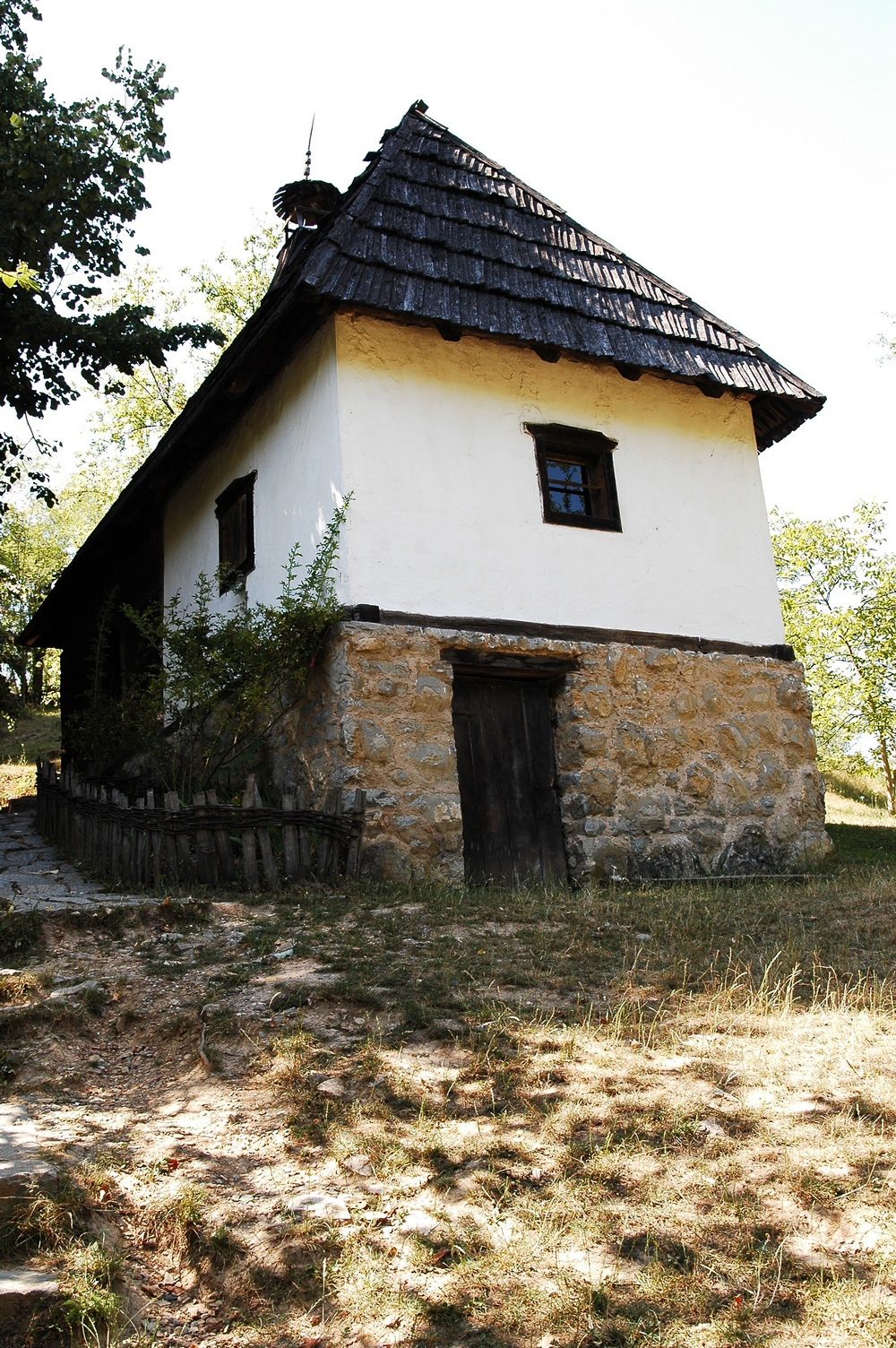
Karadžićs Geburtshaus in Tršić

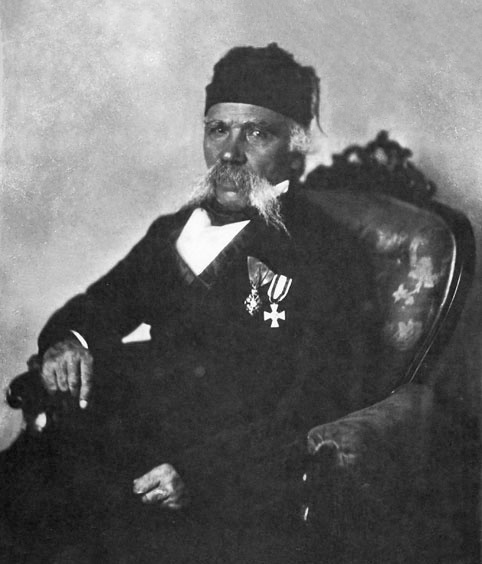
Vuk Stefanović Karadžić
(Porträtaufnahme, um 1850)

Vuk Stefanović Karadžić entstammt einer Familie aus der Herzegowina vom Stamm der Drobnjak. Um 1739 zogen diese nach Jadar und von dort am 26. Oktober 1787 nach Serbien, ins Dorf Tršić, im Kreis Loznica. Seine Eltern waren Stefan und Jegde, geborene Zrnić. Den Namen Vuk, auf Deutsch Wolf, bekam er von seinen Eltern, da bis dahin alle männlichen Kinder seiner Eltern verstorben waren und dieser Name nach damaligem Volksglauben vor Hexen und Dämonen schützen sollte. Da es damals in seiner Heimat nicht üblich war, einen Familiennamen zu führen, hieß er mit seinem Vor- und Vatersnamen zunächst nur Vuk Stefanović (= Wolf, des Stefans Sohn). Deshalb findet man in der älteren Literatur hin und wieder den Namen Wolf Stefansohn. Erst „später nahm er nach dem Ort, wo seine Eltern ein Anwesen besaßen, den Namen Karadžić (in den verschiedensten Schreibweisen: Karadzic, Karadschitsch, Karacic, Karadzitsch, Karagich, Karajich) an und machte sich unter demselben in der wissenschaftlichen Welt bald in ausgezeichneter Weise bekannt“.
Obschon es in seinem Geburtsort an allen Bildungsmitteln fehlte, überwand sein starker Bildungswille alle Hindernisse: aus einer kirchenslawischen Bibel lernte er beim Tierehüten lesen, aus Schilf schnitzte er sich Federn und aus Schießpulver bereitete er sich Tinte (eine andere Quelle nennt aufgelösten Ölruß). Dabei sammelte er die Lieder, Sprichwörter und Erzählungen, die zu seiner Zeit mündlich tradiert wurden.
Nachdem Karadžić sich am Ersten Serbischen Aufstand gegen das Osmanische Reich 1804 beteiligt hatte, begab er sich nach dessen Niederschlagung nach Sremski Karlovci (Karlowitz) in Österreich und besuchte die dortige Schule, wo er Latein und Deutsch lernte. Hierauf nahm er auch am zweiten Aufstand gegen die Osmanen als Sekretär des serbischen Führers Nenadović teil, wurde Geheimsekretär des Senats in Belgrad und mit wichtigen politischen Missionen betraut. Als die Osmanen 1813 wieder die Herrschaft erlangten und der Anführer des Aufstandes Karađorđe nach Österreich fliehen musste, ging Karadžić gegen Ende des Jahres nach Wien.
Hier wurde er vom Slawisten Jernej Kopitar, der seine ausgezeichnete Begabung für das Auffassen von Volksart und Volkssprache erkannte, bewogen, sich ausschließlich literarischen Arbeiten zu widmen. Die damals vorhandenen serbischen Bücher waren in der slawenoserbischen Sprache geschrieben und dem einfachen Volk sehr schwer verständlich. Karadžićs Bestreben war es daher, die reine Volkssprache der Serben mit einfacher und verständlicher Orthographie an die Stelle der kirchenslawischen zu setzen und zur Schriftsprache zu erheben. Zu diesem Zweck unermüdlich tätig, veröffentlichte er zahlreiche sprachwissenschaftliche Arbeiten u. a. über Volkslieder sowie serbische Grammatik und verfasste ein umfangreiches Wörterbuch (gemäß dem Leitspruch: Schreibe wie Du es aussprichst und lies wie es geschrieben stehst! ("Piši kao što govoriš, a čitaj kao što je napisano"); im Original Johann Christoph Adelung). Außerdem gab er für serbische Geschichte und Philologie den Almanach Danica (Morgenstern), Wien 1826–34, und die Srpske narodne poslovice (Serbische Volkssprüche) heraus. Er sammelte serbische Volksmärchen und -lieder und machte das zur damaligen Zeit in Westeuropa weitgehend unbekannte serbische Volk in Deutschland und der Welt bekannt. Sein wichtigstes Werk ist seine Übersetzung des Neuen Testaments in die serbische Volkssprache gemäß seinen Sprach- und Schriftreformen, diese Übersetzung ist bis heute in der serbisch-orthodoxen Kirche in Verwendung. Er war mit vielen deutschen Geistesgrößen befreundet und bekannt – so etwa mit Johann Wolfgang von Goethe, von dem es ein Brieffragment vom 20. Dezember 1823 an Karadžić gibt mit dem Text ... haben mir durch die Übersendung einer wörtlichen Übersetzung vorzüglich schöner serbischer Lieder sehr viel Freude gegeben ... mit Jacob Grimm, Leopold Ranke oder Johann Gottfried Herder.
Im Jahr 1828 wurde Karadžić vom Fürsten Miloš Obrenović, dem Herrscher des inzwischen autonomen Serbien, mit der Ausarbeitung eines Gesetzbuches beauftragt, weshalb er nach Belgrad übersiedelte. Doch konnte er das despotische Wesen des Fürsten auf Dauer nicht ertragen und kehrte nach zwei Jahren nach Wien zurück. 1834/35 bereiste er Dalmatien und Montenegro, worüber er im Buch Montenegro und die Montenegriner berichtete. 1837/1838 bereiste er Ungarn und Kroatien, später wiederholt Serbien. Von den Akademien der Wissenschaften zu Wien, Berlin, Sankt Petersburg, Moskau und anderen wurde er zum Ehrenmitglied ernannt.

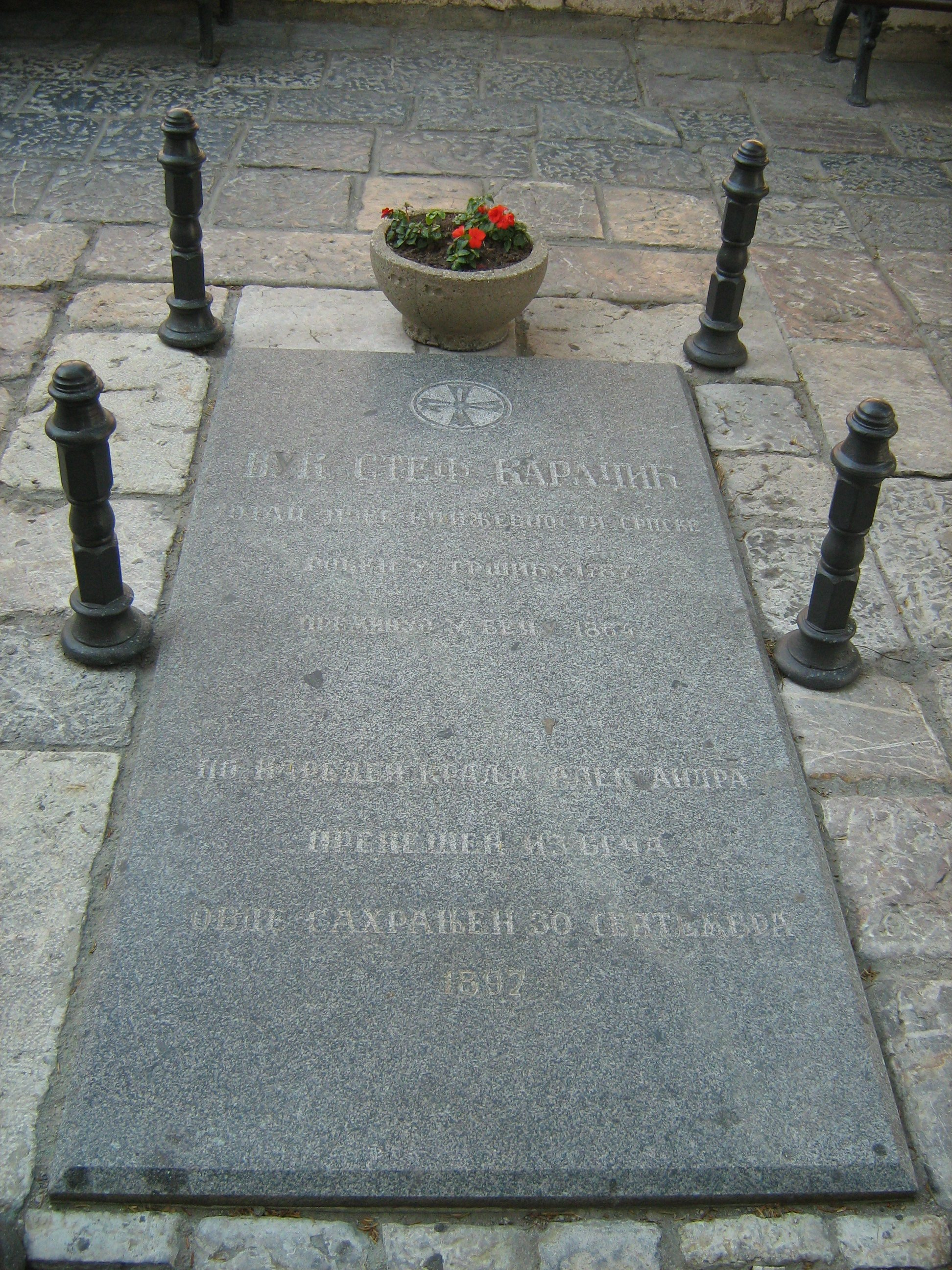
Karadžićs Grab in Belgrad

1850 schlossen sich auch einige kroatische Linguisten, allen voran Ljudevit Gaj, mit dem sogenannten Wiener Abkommen der Meinung an, dass der štokavisch-ijekavische Dialekt die Grundlage der gemeinsamen Schriftsprache der Serben und Kroaten sein solle und dass die Orthographien des Serbischen und Kroatischen in lateinischer und kyrillischer Schrift so aneinander angepasst werden sollten, dass man direkt aus der einen in die andere transliterieren könne. Das „Abkommen“ als solches hatte allerdings keine bindende Wirkung, da es lediglich von Privatpersonen unterzeichnet war und eine Ratifizierung durch staatliche Institutionen nicht stattfand. 1851 wurde er korrespondierendes Mitglied der Russischen Akademie der Wissenschaften.
Vuk Karadžić war mit der Österreicherin Anna, geb. Kraus, verheiratet, mit ihr hatte er 13 Kinder. Seine Tochter Wilhelmina (bekannt als Mina Karadžić (1828–1894)) war eine enge Mitarbeiterin ihres Vaters und gab 1854 u. a. die deutsche Übersetzung der Sammlung serbischer Volksmärchen heraus, sie wurde später eine gefragte Malerin.
Vuk Karadžić verstarb 1864 in Wien und wurde auf dem Sankt Marxer Friedhof beigesetzt. 1897 wurden seine sterblichen Überreste nach Belgrad überführt und dort in der historischen Kathedrale in der Innenstadt gegenüber der Grabstätte des serbischen Aufklärers Dositej Obradović beigesetzt.

## Theorie zu Sprache und Nation

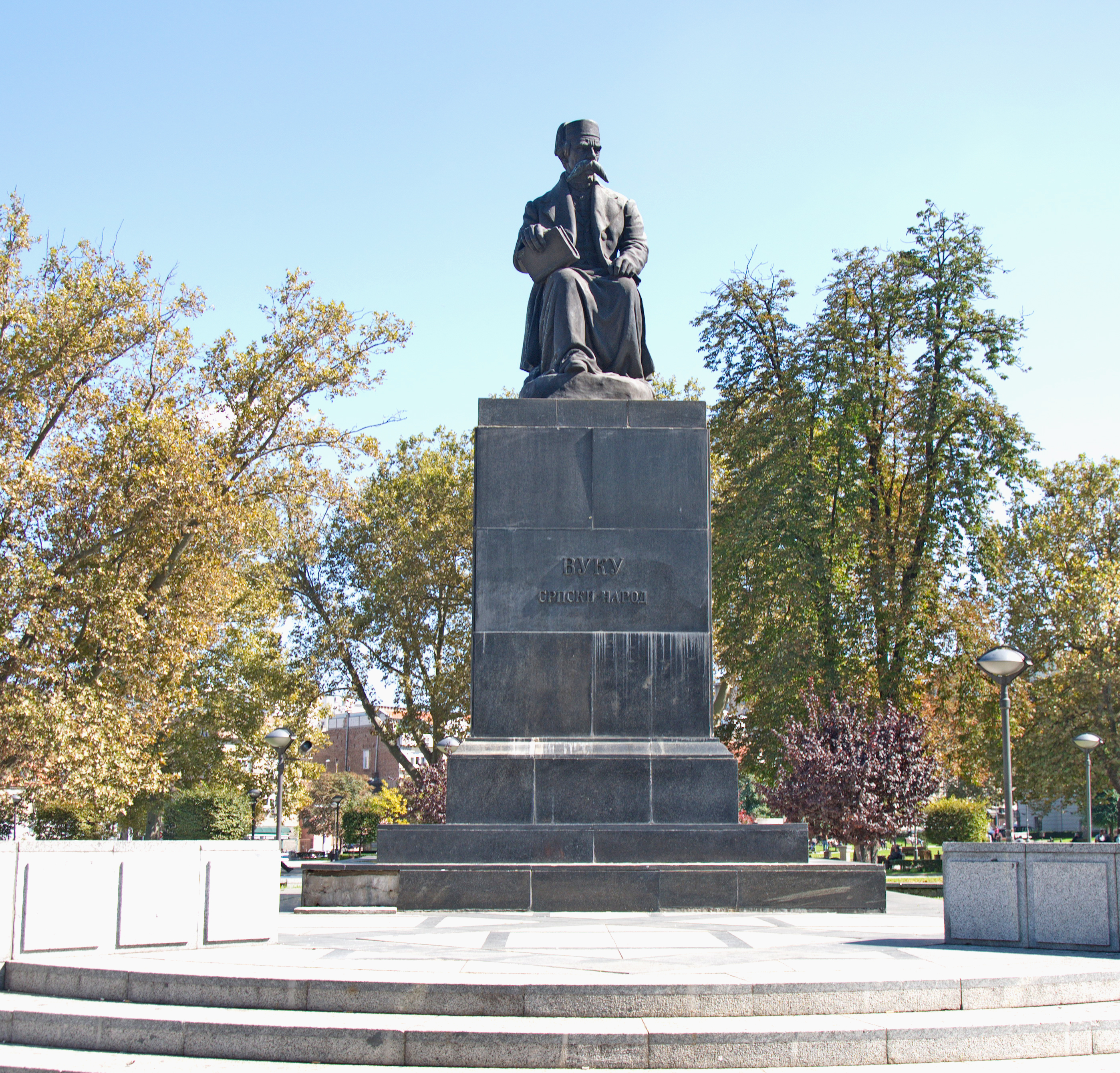
Eines von vielen Vuk-Karadžić-Denkmälern in Serbien (Belgrad)

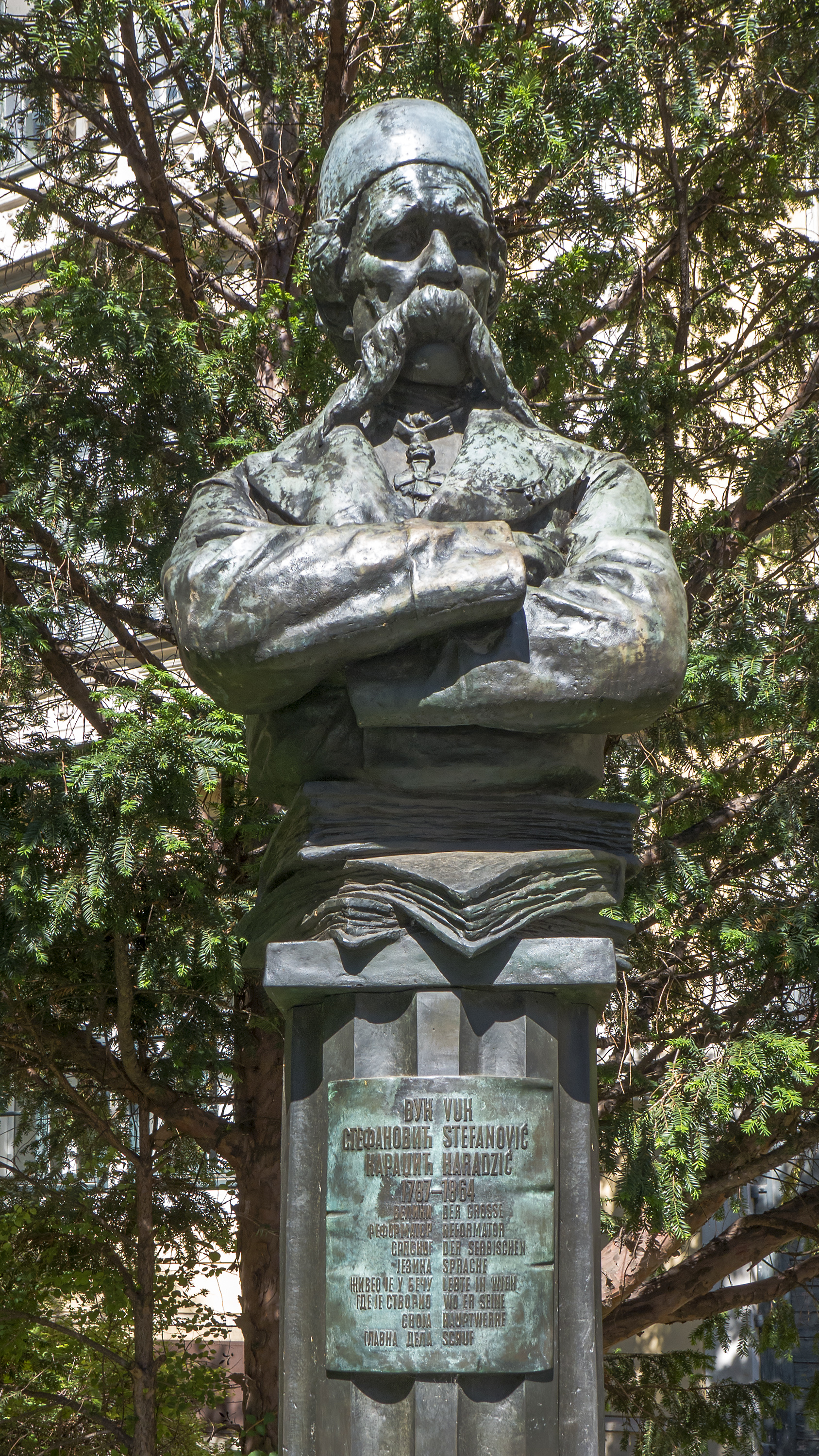
Karadžić-Denkmal in Wien

Karadžić war ein bäuerlicher Demokratist, heftiger Nationalist und Freigeist. Er schrieb 1849 in seinem Buch Schatulle für Geschichte, Sprache und Bräuche der Serben aller drei Konfessionen dass Südslawen, die einen štokavischen Dialekt sprachen, Serben seien, gleich ob orthodoxen, katholischen oder muslimischen Glaubens. Nur die Čakavier, Vorfahren der Burgenlandkroaten, seien sprachlich echte Kroaten. Später jedoch schrieb er, dass er diese Definition aufgebe, weil er sehe, dass die Kroaten seiner Zeit nicht mit dieser Definition einverstanden sind, und er wechselte zur Definition der serbischen Nation auf Basis der Orthodoxie und der kroatischen Nation auf Basis des Katholizismus. Sein kroatischer Zeitgenosse Ante Starčević vertrat hingegen die Position, dass Serben und Montenegriner orthodoxe Kroaten seien. Bei den Ustaschas während des Nationalsozialismus war auch die Legende des Presbyter Diocleas von der gotischen Abstammung der Kroaten populär.
Entsprechend sammelte er seine Serbischen Volkslieder auch bei den Kroaten und Bosniaken. Serbische Nationalisten berufen sich auch auf Karadžićs Thesen, um ihre großserbischen Ziele zu rechtfertigen. Zuletzt im Kroatien- und Bosnienkrieg, allen voran Radovan Karadžić, der sich fälschlich zu einem Nachfahren Vuk Karadžićs erklärte und sich vor dessen Bild filmen ließ. Diese Behauptungen sind jedoch nicht nachweisbar.

## Werke

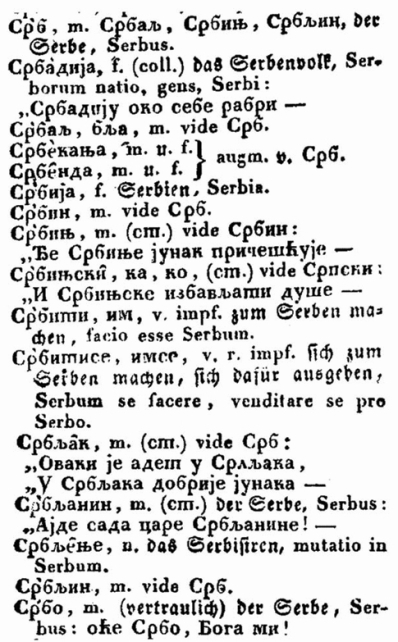
Karadžićs Serbisches Wörterbuch
(zu Buchstabe S, 1818)

Vuk Stefanović Karadžić war der wichtigste Vertreter der serbischen Sprachreform des 19. Jahrhunderts. In diesem Zusammenhang stehen auch die meisten seiner Werke in serbischer Sprache. Schon Ende des 18. Jahrhunderts gab es erste Bestrebungen, eine Schriftsprache auf Basis einer dem Volk verständlichen Volkssprache zu schaffen. Der Mönch, Prediger und Literat Gavrilo Stefanović Venclović übersetzte um 1740 erstmals die Heilige Schrift in eine serbische Volkssprache. Diese Bibel wurde jedoch von der serbisch-orthodoxen Kirchenhierarchie verboten, diente aber später in vielem als Vorbild für die Übersetzung des Neuen Testaments von Karadžić. Während der serbischen Aufstände gegen das Osmanische Reich wurde der Ruf nach einer eigenen serbischen Schriftsprache immer lauter. Dem widersetzte sich der so genannte Slawische Kreis um die orthodoxe Kirchenhierarchie, welcher das Kirchenslawische als gemeinsame Schriftsprache aller orthodoxen slawischen Völker vehement verteidigte. Im Slawischen Kreis fand auch Karadžić seine erbittertsten Gegner. Er wurde heftig angegriffen und angefeindet, trotzdem konnten sich seine Ansichten durchsetzen. Karadžićs Reformen wurden 1860 endgültig als richtungsweisend für die serbische Schriftsprache anerkannt.

### Werke in serbischer Sprache
- Mala prostonarodna slavenoserbska pjesnarica. Wien 1814. Eine Sammlung serbischer Volkslieder.
- Pismenica srpskoga jezika (Originaltitel: Писменица сербскога іезика). Wien 1814. Die erste serbische Grammatik, die Jacob Grimm ins Deutsche übersetzte.
- Srpski rječnik. (1. Ausgabe Wien 1818, 2. Ausgabe Wien 1852, 3. Ausgabe Belgrad 1897) Serbisches Wörterbuch mit lateinischer und deutscher Wortübersetzung von Jernej Kopitar (1. Ausgabe) und Đuro Daničić (2. Ausgabe), mit vielen ethnologisch-historischen Erklärungen. In der 2. Ausgabe wurden viele unanständige Wörter weggelassen, dafür viele neue aus Montenegro, Dalmatien und Kroatien aufgenommen. Die 3. Ausgabe enthält neue Wörter aus Karadzics Glossen zur 2. Ausgabe.
- Narodne srpske pjesme. Vier Bände. Leipzig und Wien 1823–33 und 2. erweiterte Ausgabe, Wien 1841. Diese musterhafte Sammlung serbischer Volkslieder erregte am meisten von allen seinen Werke Aufmerksamkeit, auch im Ausland.
- Kovčežić za istoriju, jezik i običaje Srba sva tri zakona. Druckerei des armenischen Mechitaristen-Klosters, Wien 1849.
- Srpske pjesme iz Hercegovine. Wien 1866. Eine Sammlung serbischer Volkslieder aus der Herzegowina, in viele Sprachen übersetzt.
- Crven ban : narodna erotska poezija. Eine Sammlung erotischer serbischer Volkspoesie, die wegen ihres anzüglichen Inhalts lange geheim gehalten wurde.

Noch wichtig zu erwähnen ist seine Übersetzung des Neuen Testaments (Novi zavjet) in die serbische Volkssprache (Wien 1847).

### Werke in deutscher Übersetzung
- Kleine serbische Grammatik. Übersetzt und mit einer Vorrede von Jacob Grimm. Nachdruck der Ausgabe Leipzig u. Berlin, Reimer, 1824. Neu hrsg. u. eingeleitet von Miljan Mojasević und Peter Rehder. Sagner, München 1974, ISBN 3-87690-086-7.
- Volkslieder der Serben. Metrisch übersetzt und historisch eingeleitet von Talvj. Lief. 1. Halle 1825.
- Volkslieder der Serben. Metrisch übersetzt und historisch eingeleitet von Talvj. 2. unv. Aufl. Lief. 2. Halle 1835.
- Volkslieder der Serben. Metrisch übersetzt und historisch eingeleitet von Talvj. Neue umgearbeitete und vermehrte Auflage. T. 1. Leipzig 1853.
- Serbische Volkslieder. Aus dem Serbischen. Teile einer historischen Sammlung. Gesammelt und hrsg. von Vuk Stefanović Karadžić. Übersetzt von Talvj. Ausgewählt und mit einem Nachwort versehen von Friedhilde Krause. Reclam, Leipzig 1980.
- Volksmärchen der Serben. Gesammelt und hrsg. von Wuk Stephanowitsch Karadschitsch. Ins Deutsche übersetzt von dessen Tochter Wilhelmine. Mit einer Vorrede von Jacob Grimm. Nebst einem Anhang von mehr als 1.000 serbischen Sprichwörtern. G. Reimer, Berlin 1854 (Digitalisat bei Google Books) (Neuauflage 2014, ISBN 978-3-8430-4124-9).
- Montenegro und die Montenegriner: Ein Beitrag zur Kenntniss der europäischen Türkei und des serbischen Volkes. Verlag der J. G. Cotta’schen Buchhandlung, Stuttgart und Tübingen 1837 (Digitalisat bei Google Books)

### Werke im Bestand der Staatsbibliothek zu Berlin – Preußischer Kulturbesitz
- Zivomir Mladenović: Neobjavljene pesme Vuka Karadžića. Cigoja Stampa, Beograd 2004.
- Vuk Stefanović Karadžić: Izbor iz dela. Izdavačka Kuća "Draganić", Beograd 1998.
- Miloslav Samardžić: Tajne "Vukove reforme". 2. Auflage. Pogledi, Kragujevac 1997.
- P. A. Dmitriev: Serbija i Rossija : stranicy istorii kul'turnych i naucnych vzaimosvjazej. Petropolis, Sankt-Peterburg 1997.
- Claudia Hopf: Sprachnationalismus in Serbien und Griechenland : Theoretische Grundlagen sowie ein Vergleich von Vuk Stefanović Karadzić und Adamantios Korais. Harrassowitz, Wiesbaden 1997.
- Miljan Mojasević: Jacob Grimm und die serbische Literatur und Kultur. Hitzeroth, Marburg 1990.
- Wilfried Potthoff: Vuk Karadzić im europäischen Kontext. Beiträge des internationalen wissenschaftlichen Symposiums der Vuk Karadzić-Jacob Grimm-Gesellschaft am 19. und 20. November 1987 in Frankfurt am Main. Winter, Heidelberg 1990.
- Vladimir Stojancević: Vuk Karadzić i njegovo doba : rasprave i clanci. - Zavod za Udzbenike i Nastavna Sredstva u. a., Beograd 1988.
- Zivomir Mladenović: Vuk Karadzić i Matica srpska. Izd. Ustanova Nauc. Delo, Beograd 1965.
- Vuk Stefanović Karadžić: Vukovi zapisi. Kultura, Beograd 1964.